# Lucas Andersen
Lucas Qvistorff Andersen, né le 13 septembre 1994 à Aalborg, est un footballeur danois qui évolue au poste de milieu relayeur ou de milieu offensif droit à QPR.

## Biographie

### Carrière en club
Le 5 juillet 2016, il signe en Suisse, au Grasshopper Club Zurich.
Le 30 août 2018, Lucas Andersen est prêté par le Grasshopper Zurich au club de ses débuts, l'Aalborg BK, pour une saison avec option d'achat. 
Le 10 mars 2019, l'option d'achat est levée, Andersen signe un contrat courant jusqu'en juin 2024, prenant effet au 1er juillet 2019. 

## Statistiques
| Saison                | Club                  | Championnat           | Championnat | Championnat | Coupe(s) nationale(s) | Coupe(s) nationale(s) | Compétition(s) continentale(s) | Compétition(s) continentale(s) | Compétition(s) continentale(s) | Total | Total |
| Saison                | Club                  | Division              | M.          | B.          | M.                    | B.                    | Comp.                          | M.                             | B.                             | M.    | B.    |
| 2010-2011             | Aalborg BK            | SAS Ligaen            | 11          | 0           | -                     | -                     | -                              | -                              | -                              | 11    | 0     |
| 2011-2012             | Aalborg BK            | SAS Ligaen            | 22          | 1           | -                     | -                     | -                              | -                              | -                              | 22    | 1     |
| 2012-2013             | Aalborg BK            | SAS Ligaen            | 7           | 2           | -                     | -                     | -                              | -                              | -                              | 7     | 2     |
| Sous-total            | Sous-total            | Sous-total            | 41          | 3           | -                     | -                     | -                              | -                              | -                              | 41    | 3     |
| 2012-2013             | Ajax Amsterdam        | Eredivisie            | 1           | 0           | 0                     | 0                     | C1+C3                          | 0                              | 0                              | 1     | 0     |
| 2013-2014             | Ajax Amsterdam        | Eredivisie            | 9           | 0           | 3                     | 1                     | C1+C3                          | 2+2                            | 0+0                            | 16    | 1     |
| 2014-2015             | Ajax Amsterdam        | Eredivisie            | 27          | 2           | 3                     | 1                     | C1+C3                          | 6+1                            | 1+0                            | 37    | 4     |
| 2015-2016             | Willem II (prêt)      | Eredivisie            | 30          | 6           | 3+4                   | 1+3                   | -                              | -                              | -                              | 37    | 10    |
| Sous-total            | Sous-total            | Sous-total            | 12          | 0           | 4                     | 1                     | -                              | 4                              | 0                              | 20    | 1     |
| Total sur la carrière | Total sur la carrière | Total sur la carrière | 53          | 3           | 4                     | 1                     | -                              | 4                              | 0                              | 61    | 4     |

## Palmarès
- Championnat des Pays-Bas : 2013 et 2014